# Långstjärtad sibia
Långstjärtad sibia (Heterophasia picaoides) är en asiatisk fågel i familjen fnittertrastar inom ordningen tättingar.

## Utseende och läte
Långstjärtad sibia är en 28-34,5 cm lång grå fågel med som namnet avslöjar mycket lång stjärt, med vit spets. Den har vidare en rätt lång och smal, nedböjd näbb och en vit vingfläck. Sången (underarten wrayu) består av en enkel serie med några korta, ljusa och klara "syuk".

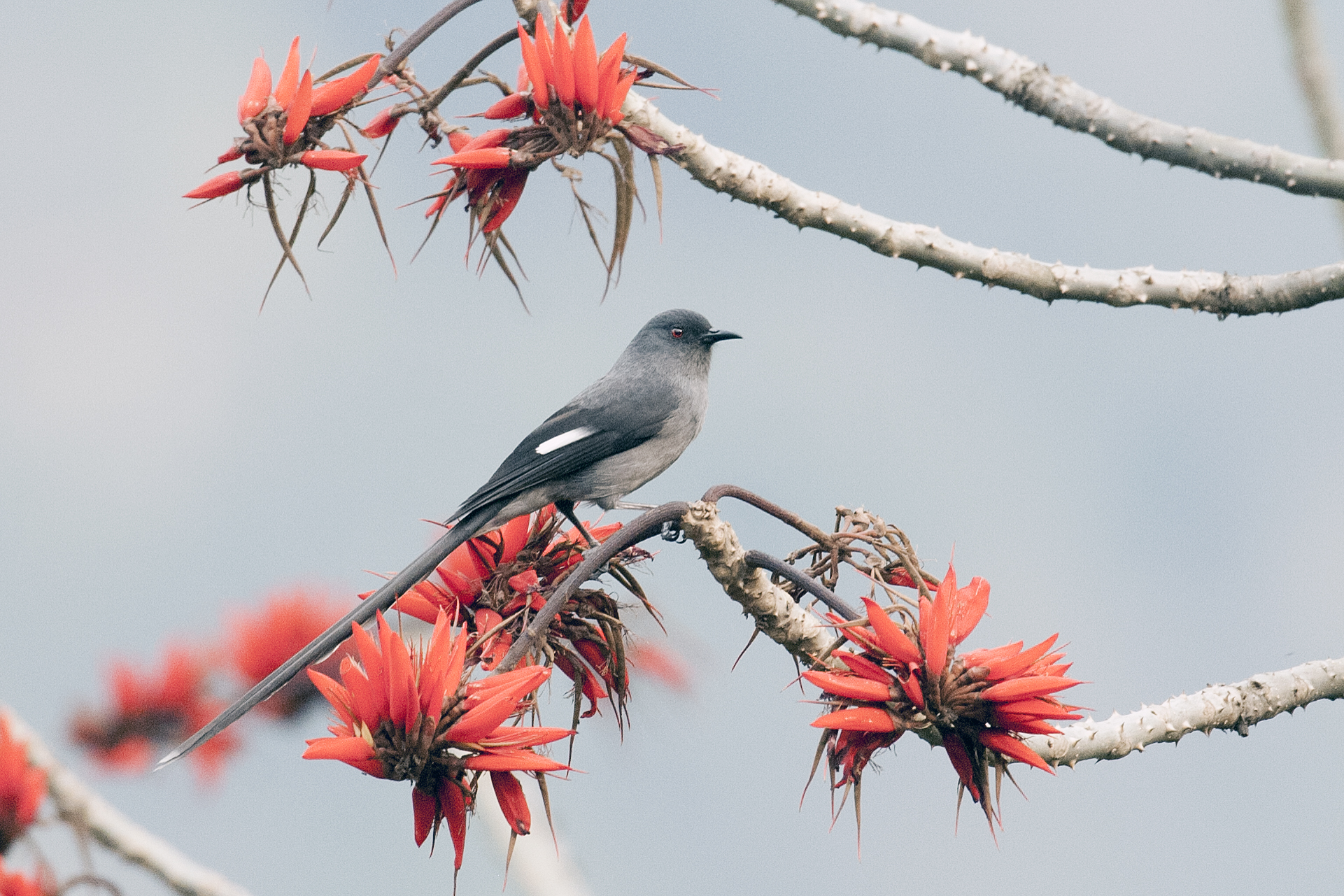
Långstjärtad sibia i Arunachal Pradesh, Indien.

## Utbredning och systematik
Långstjärtad sibia delas in i fyra underarter med följande utbredning:
- Heterophasia picaoides picaoides – Nepal (se dock nedan) till Sikkim, Bhutan, Assam, nordvästra Yunnan och nordöstra Myanmar
- Heterophasia picaoides cana – södra Kina (sydvästra Yunnan) till södra Myanmar, norra Thailand och norra Indokina
- Heterophasia picaoides wrayi – högländer på Malackahalvön (från norra Perak till södra Selangor och norra Pahang)
- Heterophasia picaoides simillima – högländer på västra Sumatra

I april 2006 gjordes första fyndet i Nepal sedan 1800-talet, i Royal Chitwan National Park.

## Levnadssätt
Långstjärtad sibia påträffas i städsegrön skog, skogsbryn, ungskog samt ek- och tallskog. Den lever av insekter, blomknoppar, frukt, frön och bär, men dricker även regelbundet nektar från bland annat Bombax ceiba. Fågeln häckar mellan februari och augusti, enskilt men ibland nära intill andra par. Boet som byggs av båda könen beskrivs som en mycket djup skål eller säck. Arten är stannfågel.

## Status och hot
Arten har ett stort utbredningsområde och en stor population, men tros minska i antal på grund av habitatförstörelse och fragmentering, dock inte tillräckligt kraftigt för att den ska betraktas som hotad. Internationella naturvårdsunionen IUCN kategoriserar därför arten som livskraftig (LC). Världspopulationen har inte uppskattats men den beskrivs som generellt vanlig.

## Namn
Sibia kommer av det nepalesiska namnet Sibya för rostsibia (Heterophasia capistrata).